# In the Name of Suffering
In the Name of Suffering (с англ. — «Во имя Страданий») — дебютный студийный альбом американской сладж-группы Eyehategod, выпущенный в 1990 году лейблом Intellectual Convulsion. Позже он бы переиздан 1 декабря 1992 года лейблом Century Media Records. Альбому In the Name of Suffering приписывают начало такого музыкального жанра, как «сладж-метал».

## Предыстория и запись
После саморекламы двух демозаписей, Garden Dwarf Woman Driver и Lack of Almost Everything, Eyehategod стала продвигать их для дальнейшей работы с различными звукозаписывающими лейблами. В итоге группа подписали контракт с французским лейблом Intellectual Convulsion на выпуск альбома в 1990 году. Группа продюсировала свой первый альбом самостоятельно в небольшой студии в Кеннер, штат Луизиана, без участия профессионального звукорежиссёра, используя только персонал Festival Studios. Компания выделила 1000 долларов на производство, из которых, по словам вокалиста Майка IX Уильямса, 800 долларов пошли на студию и техников, а остальные 200 долларов были потрачены на алкоголь и марихуану. 

Мы понятия не имели, что, чёрт возьми, делать в «настоящей» студии, поэтому мы просто пошли на поводу у инстинкта.— Майк Уильямс, из аннотаций альбома
Гэри Мадер, басист группы с 2001 года, объяснил, что во время записи альбома группа рассматривала собственную работу скорее как забаву, чем как серьёзное увлечение. По словам Дж. Беннета, альбом был записан на неполной ударной установке и дешёвых гитарах с отсутствующими струнами. Майк IX Уильямс впоследствии описал альбом как бескомпромиссный, грубый и примитивно агрессивный, обстоятельство, которое он также приписал любительскому производству. Джоуи Лаказ придерживался аналогичного мнения о звучании альбома и подчеркнул удивление группы тем, что кто-то был готов опубликовать музыку.

## Композиция и стиль
По словам Уильяма Йорка, все элементы, которые позже должны были стать типичными для сладжа, уже были включены в этот альбом. Он описал стиль альбома как грубый, агрессивный, вялый и сырой — помесь дум-метала и хардкора с элементами блюза и стоунер-рока, иногда прерываемая вспышками шума, всегда сопровождаемыми хриплым визгом и гроулингом Майкла IX Уильямса. 

Много фидбэка, визгов и «жирных» басовых линий. Гитары нечёткие и искажённые, они играют несколько медленных и запоминающихся риффов, которые хорошо сочетаются с басом. Несмотря на то, что бо́льшая часть музыки довольно медленная и линейная, однако есть ещё несколько быстрых моментов, которые заставят вашу кровь биться быстрее.— Цитата из обзора на MetalStorm
Различные рецензенты подчеркивают повторяющиеся фидбэки гитар, хриплый вокал Уильямса, грубую постановку и броские басовые партии. 

Когда мы записывали первый альбом, было невозможно объяснить этим ребятам, что мы хотели получить фидбэк, — что это было частью песни.— Беннетт, Дж.: "Hazardous Prescription"
Йорк сравнил группу с поздним творчеством Black Flag и медленностью Melvins. Эти сравнения, особенно с Melvins, также подчеркиваются Джимми Бауэром и Майком Уильямсом.

## Выпуск
Небольшая французская звукозаписывающая компания Intellectual Convulsion выпустила около 2000 копий дебютного альбома и подарила каждому участнику группы по пять копий альбома. Однако после того, как звукозаписывающей компании пришлось объявить о банкротстве, группа переключилась на немецкий лейбл Century Media Records. Century Media подписали контракт с Eyehategod ещё на пять альбомов, переиздали In the Name of Suffering в 1992 году и пригласили группу в тур по Европе вместе с Crowbar, для которого Джимми Бауэр в то время играл на барабанах. 29 октября 2007 года, через шесть лет после того, как Eyehategod разорвали контракт с Century Media, компания переиздала альбом и расширила его, включив в него четыре альтернативные версии треков «Left to Starve», «Hit a Girl», «Depress» и «Children of God», первоначально входившие в демо-альбом 1990 года Lack of Almost Everything. Все четыре трека были ранее выпущены на концертном альбоме 2001 года 10 Years of Abuse (and Still Broke). Были также некоторые аннотации, написанные Майком IX Уильямсом.

## Отзывы критиков
| Оценки критиков                   | Оценки критиков |
| Источник                          | Оценка          |
| --------------------------------- | --------------- |
| AllMusic                          | [ 16 ]          |
| Collector's Guide to Heavy Metal  | 6/10            |
| The Encyclopedia of Popular Music | [ 18 ]          |
| Rock Hard                         | [ 19 ]          |

С момента своего выхода альбом In the Name of Suffering получил высокую оценку за свой грубый стиль и считается одним из первых, а также одним из самых важных альбомов в стиле сладж-метал 1990-х годов. На сайте о хэви-метал-музыке Hellbound.ca отметили, что In the Name of Suffering и его продолжение Take as Needed for Pain заложили основу для «одной из самых интересных, но в то же время тревожных групп». В рецензии Уильяма Йорка на альбом для AllMusic он пишет: «В более поздних альбомах Eyehategod больше запоминающихся песен, но In the Name of Suffering, пожалуй, в самом первозданном виде отражает неотразимое уродство группы».

## Влияние
Хотя смесь хардкор-панка и дум-метала, по оценке Майка IX Уильямса, не одобрялась во время записи альбома, она должна была стать определяющей для сладжа. 

Благодаря фидбэку гитар и небольшому количеству басов Eyehategod выпустили один из самых авторитетных альбомов положили начало формированию сладж-метала с песней «Depress». Через 4:58 минуты все композиции Eyehategod уже превращаются в сгусток ярости, который всё ещё ищет того же самого сегодня: грохочущий бас, визг пограничных дебилов, стремительные партии и вялые декорации.
 С тех пор Eyehategod, наряду с Down и Crowbar, считаются важной фигурой на NOLA-метал-сцене, а также сладж-группой.

## Список композиций
Все тексты написаны Майком Уильямсом, вся музыка написана Джимми Бауэром, Джоуи Лаказом, Марком Шульцем и Стивом Дейлом.
| №                   | Название                       | Длительность |
| ------------------- | ------------------------------ | ------------ |
| 1.                  | «Depress»                      | 4:58         |
| 2.                  | «Man Is Too Ignorant to Exist» | 2:37         |
| 3.                  | «Shinobi»                      | 5:15         |
| 4.                  | «Pigs»                         | 2:59         |
| 5.                  | «Run It into the Ground»       | 3:10         |
| 6.                  | «Godsong»                      | 2:44         |
| 7.                  | «Children of God»              | 3:10         |
| 8.                  | «Left to Starve»               | 3:09         |
| 9.                  | «Hostility Dose»               | 2:43         |
| 10.                 | «Hit a Girl»                   | 4:18         |
| Общая длительность: | Общая длительность:            | 35:03        |

## Участники записи
| Eyehategod - Майк IX Уильямс — вокал - Марк Шульц — соло-гитара - Джимми Бауэр — ритм-гитара - Стив Дейл — бас-гитара - Джоуи Лаказ — барабаны | Производственный персонал - Рик Нейзер — звукоинженер - Майкл Боррелло — звукоинженер |